# Exteriör

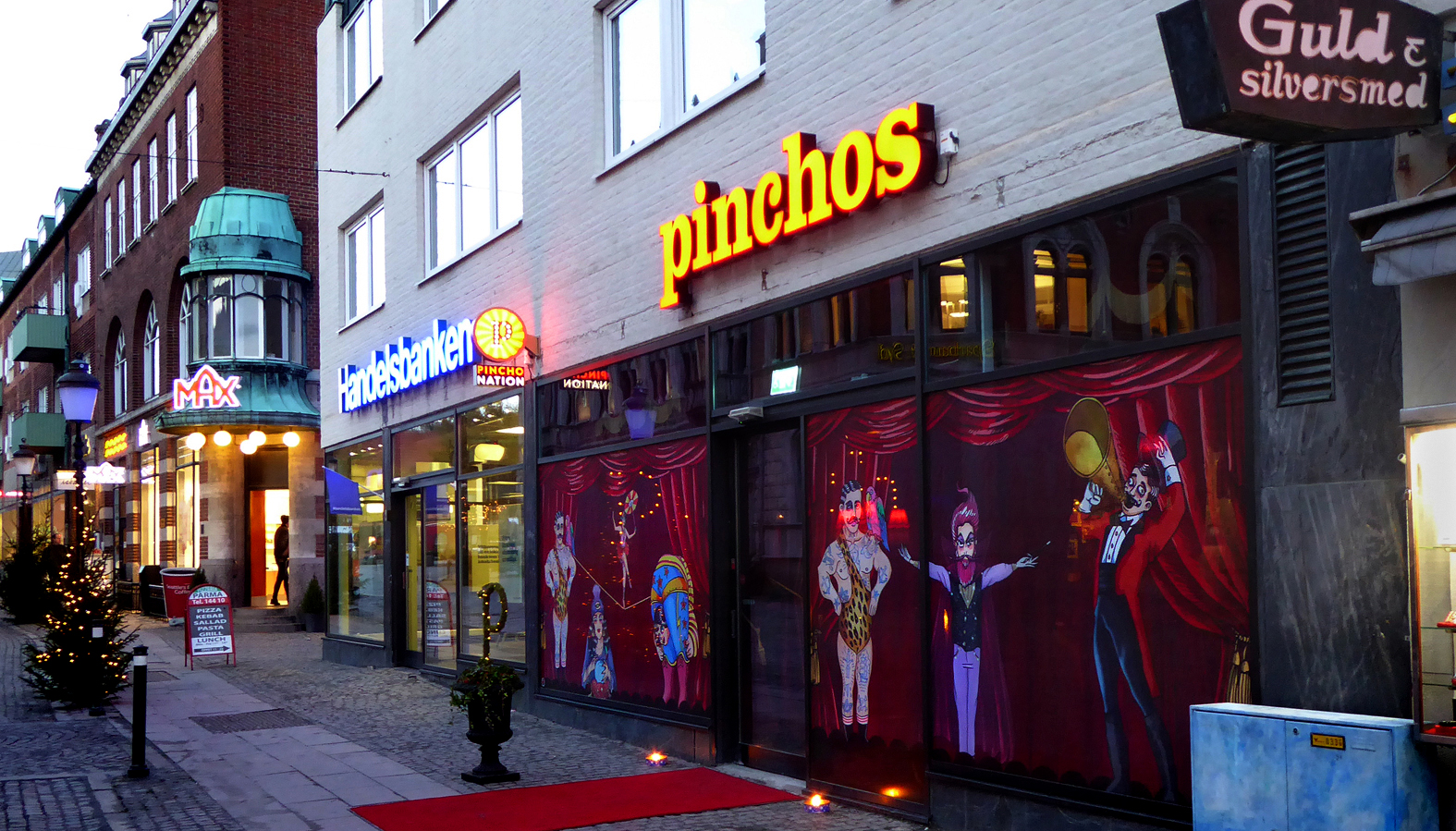
Exempel på olika exteriörer.

Exteriör (av franska extérieur, yttre, utvärtes) är det yttre av exempelvis en byggnad eller ett husdjur inom avelssammanhang.  Begreppet används ofta i samband med beskrivningar av den utvändiga arkitekturen eller utseendet av byggnadsverk. Det invändiga utseendet eller inredningen kallas interiör. 
Exteriörbedömning av ett husdjur på exempelvis en hundutställning avser beskrivningen och värderingen av kroppsdelar, kroppsproportioner och liknande utifrån hur väl hundarnas helhetsintryck  överensstämmer mot aktuell rasstandard.